# Филипсон, Альфред
Альфред Филипсон (нем. Alfred Philippson; 1 января 1864, Бонн — 30 января 1953, там же) — немецкий географ и геолог. Педагог, профессор. Доктор наук.

## Биография
Родился в семье раввина и писателя Людвига Филипсона.
Обучался в Боннском и Лейпцигском университетах. Ученик Ф. Рихтгофена. Доктор философии с 1886 года.
Профессор географии университетов в Берне (1904—1906), Галле (1906-11), Бонне (1911—1929).
Совершил поездки и провёл геологические изыскания в Италии (регион Апулия), Греции, Турции и Малой Азии, результатом которых были публикации: Studien über Wasserscheiden (Берлин, 1886); Der Peloponnes (1892); Europa (в соавт., Лейпциг, 1894); Thessalien und Epirus (Берлин, 1897); Beiträge zur Kenntnis der Griechischen Inselwelt (Гота, 1901); Das Mittelmeergebiet (Лейпциг, 1904), (в русском переводе: Европа (СПБ, 1909); Средиземье (Москва, 1911); Европейская Россия (Москва, 1913)).
Автор работ по общей физической географии и страноведческих описаний по Европе, в особенности по Средиземноморью.
С 1887 по поручению Берлинской академии наук ежегодное совершал экспедиционные поездки в Малую Азию с целью геологических исследований. Главным объектом этих экспедиций было изучение геологической основы, земных поверхностей в их взаимосвязи с влиянием на развитие человечества.
После прихода к власти в Германии нацистов, как еврей, был уволен. Во время войны был отправлен в концентрационный лагерь Терезиенштадт (1942—1945), где написал мемуары о своей научной деятельности (Wie ich zum Geographen wurde, частично опубликованы в 1996 году). Пережил войну, в том числе, благодаря поддержке своего друга, шведского учёного Свена Гедина.

## Награды и отличия
- Член Леопольдина (1907)
- Почётный доктор Афинского университета (1912)
- Тайный советник (1915)
- Почетный доктор Боннского университета (1946)
- Медаль густава Штейнмана (1947)
- Командор Ордена «За заслуги перед Федеративной Республикой Германия» (1952)